# Alghero-Fertilia repülőtér
Az Alghero-Fertilia repülőtér (IATA: AHO, ICAO: LIEA) Olaszország egyik nemzetközi repülőtere, amely Alghero közelében található Szardínia sziget északi részén. Éves utasforgalma 1 533 427 fő (2022).

## Futópályák
A repülőtér futópályái:
- 02/20 (3000 m, 45 m, aszfalt)

## Forgalom
Az utasforgalom az elmúlt években az alábbi módon változott:
| Utasok száma | 587 814 | 804 937 | 998 811 | 1 300 115 | 1 507 016 | 1 518 870 | 1 639 374 | 1 321 676 | 1 390 379 | 1 533 427 |
|              | 1999    | 2002    | 2004    | 2007      | 2009      | 2012      | 2014      | 2017      | 2019      | 2022      |

## Légitársaságok és úticélok
| Légitársaság            | Célállomások                                                                                              |
| ----------------------- | --- |
| Air Europa              | Szezonális: Madrid                                                                                        |
| Aer Lingus              | Szezonális: Dublin                                                                                        |
| Corendon Dutch Airlines | Szezonális: Amszterdam, Maastricht/Aachen                                                                 |
| easyJet                 | London–Luton Szezonális: Basel/Mulhouse, Berlin–Brandenburg, Genf, Milan–Malpensa, Nápoly, Venice         |
| ITA Airways             | Milan–Linate, Rome–Fiumicino                                                                              |
| Jet Time                | Szezonális charter: Helsinki                                                                              |
| Ryanair                 | Bergamo, Bologna, Charleroi, Milan–Malpensa Szezonális: Bratislava, Hahn, Katowice, Memmingen, Pisa, Bécs |
| Scandinavian Airlines   | Szezonális charter: Trondheim                                                                             |
| Volotea                 | Szezonális: Genoa, Madrid, Turin, Venice, Verona                                                          |
| Wizz Air                | Bucharest Szezonális: Budapest, Dortmund, Katowice, Bécs, Varsó–Chopin                                    |